# Jimmy Lea
James Whild Lea (født 14. juni 1949 på pubben The Melbourne Arms i Wolverhampton, Staffordshire, England) er en britisk musiker og komponist. Jimmy Lea er mest kendt for sin tid i det britiske glam rock-band Slade, hvor han var bassist og tillige spillede violin, guitar og piano, ligesom han var orkesterets primære komponist.
Jimmy Lea var det tætteste Slade kom på en følsom kunstner og en uddannet musiker. Påvirket af den franske jazz-violinist Stéphane Grappelli kastede Lea sin første musikalske kærlighed på violinen. Han spillede i det klassiske ungdomsorkester Staffordshire Youth Orchestra og bestod med udmærkelse den praktiske eksamen ved en musikskole i London. Lea begyndte herefter at spille piano, guitar og endelig bas. Oprindeligt spillede han med gruppen Nick and the Axemen, men gik så til optagelsesprøve hos bandet The 'N Betweens. Til stor morskab for bandets medlemmer mødte den dengang kun 16-årige Lea op med sin basguitar i en plastikpose, men da de så, hvor hurtig han var på sit instrument, kom han med i bandet. Trommeslager Don Powell og guitarist Dave Hill var allerede medlemmer, så da Noddy Holder snart efter også kom til, var fundamentet for Slade lagt.
Jim Lea var Slades komponist. Han skrev bandets musik, Holder sangteksterne, og partnerskabet Holder/Lea var et af rockhistoriens helt store, idet de skabte alle bandets hits. I dag ejer de sammen Slades musik. I 1980'erne producerede Lea desuden alle Slades indspilninger, og han blev den mest kreative kraft i bandet. Det var ikke usædvanligt, at han på de senere plader spillede alle instrumenter inklusive Holders og Hills guitarpartier, men dog ikke trommer. Lea optrådte desuden som forsanger på flere af Slades numre, herunder When the Lights Are Out (1974) og Radio Wall of Sound (1991), ligesom han på flere af deres øvrige indspilninger leverede en kompetent og kraftfuld andenstemme til Holders frontvokal. 
Jim Lea forlod Slade efter Holder var holdt op i 1991. Han studerede psykoterapi, men fortsatte sideløbende med at skrive musik og producere for andre, ligesom han udgav en række singler og EPer under pseudonymerne The China Dolls, The Clout, Jimbo And Bull, The X Specials, Gang of Angels, JimJam og senest Whild, alle via selskaber under Trojan Group. Den mest bemærkelsesværdige udgivelse fra denne periode var The Dummies-albummet A Day in the Life of the Dummies, der indeholdt samtlige demoer og singleskæringer, som Lea har indspillet med sin bror Frank Lea og sin hustru Louise. I 2007 udkom så Leas solo-album "Therapy", hvor Lea under sit fulde navn James Whild Lea skrev, producerede og arrangerede alle numre, ligesom han selv spillede alle instrumenter og sang alle vokaler.
Jimmy Lea giftede sig den 19. marts 1973 med sin første kæreste, Louise Ganner. De har to børn, Kristian og Bonny, samt to børnebørn. Lea bor med sin kone i landlige omgivelser ved Brewood, i et afsidesliggende område af Staffordshire, England.

## Diskografi

### Albums
- 1992 The Dummies – A Day in the Life of the Dummies (Receiver Records RRLP 155 & RRCD 155)
- 2007 James Whild Lea – Therapy (Jim Jam Records)
- 2007 Jim Lea – Replugged/Official Bootleg of Jim Jam Live at the Robin 2 16 November 2002+
- 2016 Jim Lea – Therapy (reissue – 2 CDs including three new tracks and Live from the Robin 2 CD) (Wienerworld WNRCD5098)

### Singler
- 1979 The Dummies – "When The Lights Are Out" / "She's The Only Woman" (Cheapskate Records FWL 001)
- 1980 The Dummies – "When The Lights Are Out" / "She's The Only Woman" (Pye Records 7P 163)
- 1980 The Dummies – "Didn't You Use To Use To Be You" / "Miles Out To Sea" (Cheapskate Records CHEAP 003)
- 1981 The Dummies – "Maybe Tonite" / "When I'm Dancin' I Ain't Fightin'" (Cheapskate Records CHEAP 014)
- 1982 The China Dolls – "One Hit Wonder" / "Ain't Love Ain't Bad" (Speed Records FIRED 1)
- 1982 Greenfields of Tong – "Poland" / "Poland" (Instrumental) (Speed Records FIRED 2)
- 1985 Jimmy Lea – "Citizen Kane" / "Poland" (Instrumental) (Trojan Records KANE 001)
- 1990 The Clout – "We'll Bring The House Down" / "JimJam" (Instrumental) (Mooncrest Records JWL 1000)
- 1994 Gang of Angels – "Hello Goodbye" / "JimJam" (Instrumental) (Shotgun Records CDBOR 012)
- 1994 Jimbo featuring Bull – "Coz I Luv You" (Radio Edit) / "Coz I Luv You" (Bull Mix) / "Coz I Luv You" (Cowboy Mix) (Trojan Records CDTRO 9106)
- 1994 The X Specials – "Coz I Luv You" (Radio Edit) / "Coz I Luv You" (Violin Mix) / "Coz I Luv You" (Ragga Mix) (Receiver Records RRSCD 1010)
- 2000 Whild – "I'll Be John, You'll Be Yoko" / "Mega Drive" / "I Go Wild" (Jet Records JETSCD 501Z)
- 2016 Jim Lea – "Am I The Greatest Now?" (Wienerworld – download only)
- 2017 Jim Lea – "All Coming Back to Me Now" (Wienerworld – download only, CD promos exist – WNRDCS1001)
- 2017 Jim Lea – "The Smile of Elvis" (Wienerworld – re-worked version of the song – CD promo only WNRCDS1002)
- 2018 Jim Lea – "Lost in Space" (Wienerworld – download only, CD promos exist WNRCDS1003)
- 2022 Jim Lea – "Smile of Elvis"
- 2022 Jim Lea – "Am I the Greatest Now"

### EP
- 2018 Jim Lea – Lost In Space EP: "Lost in space" / "What in the world" / "Megadrive" / "Pure power" / "Going back to Birmingham" / "Through the fire" (Wienerworld CD EP: WNRCD5103)
- 2019 On 26 May 2019 Jim announced that he has been in the studio and a new single will be released in the Autumn, with an album to follow in early 2020.